# East Ham (métro de Londres)
Pour le quartier, voir East Ham.
East Ham est une station du métro de Londres. Elle est située dans les zones tarifaires 3 et 4 de la Travelcard.

## Histoire
Alors que la gare est ouverte dès 1858, la station de métro n'est mise en service qu'avec la District line le 2 juin 1902.